# Tetralophozia cavallii
Tetralophozia cavallii là một loài rêu trong họ Anastrophyllaceae. Loài này được Gola Váňa mô tả khoa học đầu tiên năm 1993.